# 椰子致死

檀香山当地的双语警示牌，以警告人们注意不要被椰子砸伤。

椰子致死是指从椰树上掉下来的椰子命中树下的人员并导致其背部、颈部、肩膀和头部严重受伤或致命。
1984年，一篇"关于椰子坠落所造成的伤害"的研究文章发表之后，关于椰子所造成的死亡人数的夸大其辞说法就开始慢慢流传起来。据一些都市传说称，掉落的椰子每年都会杀死很多人。2002年，一位研究鲨鱼袭击的著名专家称，全世界每年有150人死于掉落的椰子，而相比之下每年死于鲨鱼口中的人则只有5人。
2002年，澳大利亚昆士兰州地方官员出于对掉落椰子“可能造成死亡”的担忧，将椰子树从海滩上全部移走。一家当地报纸也称椰子为“水果杀手”。然而，关于椰子致死的历史则可以追溯到18世纪70年代。

## 背景

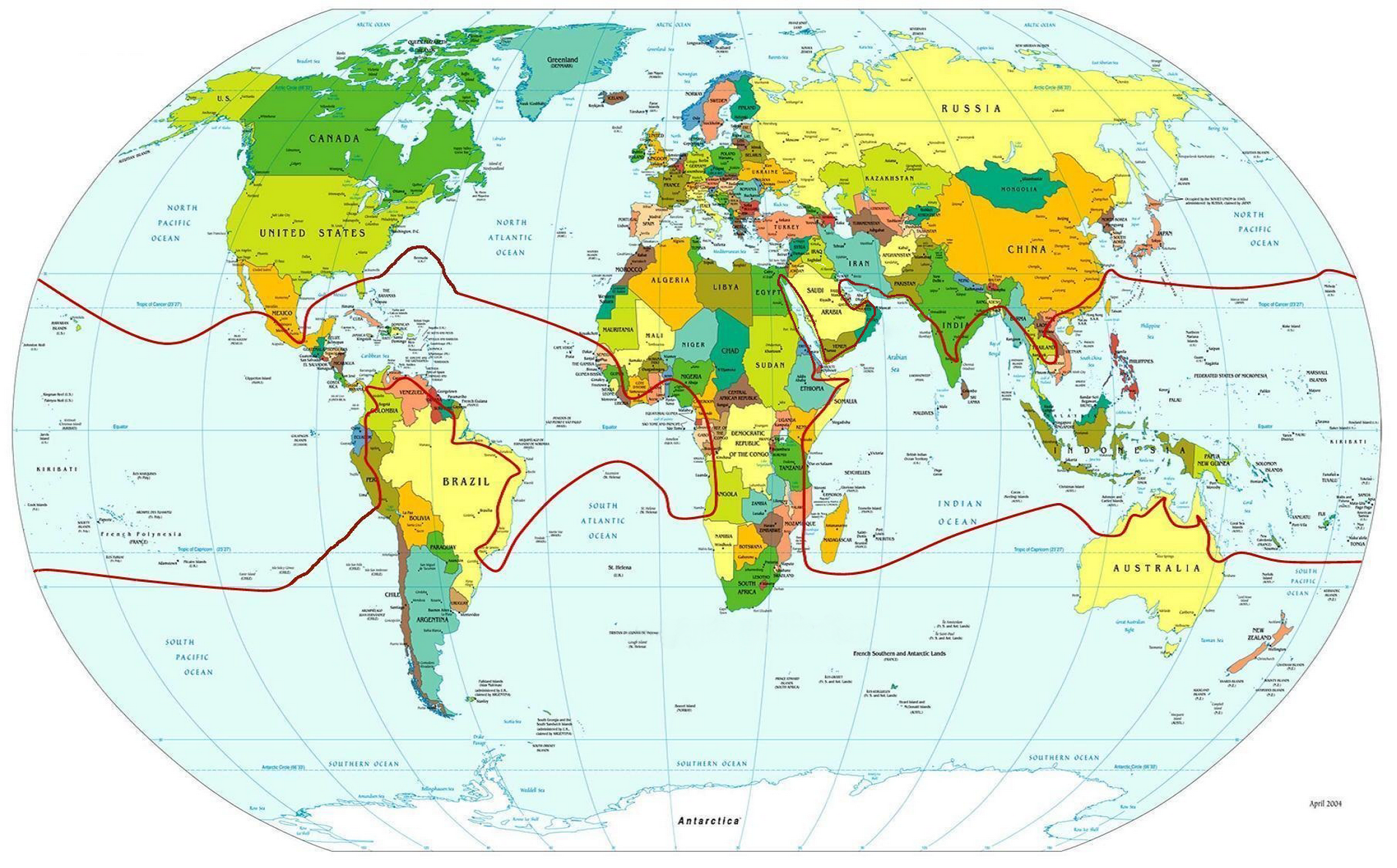
红线所划定的区域则为椰子树的生长环境范围（根据1933版《德国植物保护协会》的资料)。

椰树通常能生长到30米高，树上的羽状叶可以长到4 ~ 6米，耳廓上的羽叶则能长到60 ~ 90厘米，而椰子则生长在椰树上。当叶片老化后会从树上完全脱落，只留下光滑的树干。 虽然一棵成熟茁壮的椰树每年可以结出多达75个果实，但更常见的情况则是结出不到30个果实， 而一个成熟的椰子重约1.44千克。 全球总共有80多个国家种植椰子树，椰子的每年总产量为6100万吨。
“死于椰子”的说法来源是彼得·巴斯博士（Dr. Peter Barss）于1984年在《创伤杂志》(现在称为《创伤和急性外科护理杂志》)上发表的一篇题为“椰子掉落所造成的伤害”的研究论文。 巴斯博士在他的论文中提到，他在巴布亚新几内亚观察研究这四年来，有2.5%的创伤性住院患者皆是因掉落的椰子而受伤，但没有一个是造成死亡的，但他提到了两个关于死亡的传闻，有一个是发生在很久以前的。 这个死亡数字后来被人错误并夸张的曲解为了150人，因为那些人认为其他地方也会遭遇类似死于椰子案例。2012年3月，巴斯博士获得了由《不可思议研究年报》颁发的“搞笑诺贝尔奖”，以表彰他拿“不会被模仿”的研究。对于此奖项，巴斯博士向《加拿大医学协会杂志》表示：“当你每天都在治疗这些因椰子造成的创伤时，那这一点其实一点也不搞笑”。
巴斯博士的研究报告发表后，关于椰子致死的死亡人数夸大说法开始蔓延。关于椰子致死的报道也变得如此普遍，致力于报道和揭露都市传说的问答式报刊《真实讯息》发表了一篇名为《新的都市传说！死于椰子》的专栏。 作家乔尔 · 贝斯特（Joel Bes）将椰子造成的大面积死亡的说法描述为“新闻界的当代传奇都市传说”。 鲨鱼研究所(Shark Research Institute)的一项分析援引了英国旅游保险公司Club Travel的一份新闻稿，称其为了向前往巴布亚新几内亚的个人推销旅游保险，在发布会上称椰子的危险性是鲨鱼的10倍，这样的说法更助力了都市传说的传播。 2002年5月，全球鲨鱼袭击档案的负责人乔治·H·伯吉斯声称“全世界每年有150人死于椰子”，椰子致死的都市传说再一次被大众注意。
主流媒体广泛报道了因椰子致死的案例：
- 1985年2月，《纽约时报》报道了椰子所造成的危害，并指出：”掉落的椰子可能以近2000磅的力量击中地面上的人”。[16]
- 2001年8月，《俄亥俄刀锋报》报道称：”专家发现，一个人更有可能被猪或掉落的椰子杀死，而被觅食的鲨鱼杀死的几率会更小”。[17]
- 2002年2月，《每日电讯报》报道称：“澳大利亚昆士兰州海滩上的椰子树被全部移除，以防止椰子对人造成伤害”。[18]
- 2002年4月，《波士顿先驱报》发表了一篇题为“旅行者请注意椰子——一种致命的水果！”专栏文章。这篇文章报道了昆士兰州椰子树被移除的情况，并指出当地官员“建议露营者不要把帐篷搭在椰子树下”。[19]
- 2002年6月，《纽约时报》报道了伯吉斯的说法: “被鲨鱼咬死的几率其实是小于被从树上掉下来的椰子砸死的几率的”。[20]
- 2003年3月，宾夕法尼亚州的《晨报》报道称: “你被掉落的椰子砸死的可能性是被鲨鱼咬死的30倍。”。[21]
- 2005年7月，《芝加哥太阳报》的理查德·罗珀引用了《纽约时报》2001年的一篇报道，称“你更有可能被掉落的椰子砸死，而不是鲨鱼”。[22]
- 2009年2月，哥伦比亚广播公司新闻报道称: “你被掉下来的椰子砸死的几率比被鲨鱼咬死的几率大。”。[23]
- 2009年9月，《波士顿环球报》在马萨诸塞州海岸的鲨鱼目击新闻中援引当地一位居民的话称: “你被鲨鱼杀死的可能性比被掉在你头上的椰子砸死的可能性都要小。”。[24]
- 2010年11月，《卫报》报道称，印度政府摘除了孟买甘地博物馆内椰树的椰子，原因是“担忧椰子落到访问孟买的奥巴马总统头上”。报道还引用了巴斯博士的研究，并指出，“多亏印度官员和巴斯博士，奥巴马在访问孟买时才没有被椰子砸中。”.[25]
- 2011年10月，澳大利亚广播公司报道了一个来自悉尼大学的克里斯托弗·内夫（Christopher Neff）的说法，他声称：“人们更有可能被椰子杀死，而不是被鲨鱼吃掉，但显然人们并可能不会注意到这些统计数据”。[26]

2001年公布的一项历时五年的研究发现称， 所有因水果掉落而导致的头部创伤都发生在10岁以下的儿童身上。

## 案例

#### 因椰子坠落的致死案例
记录在案的椰子致死案例：

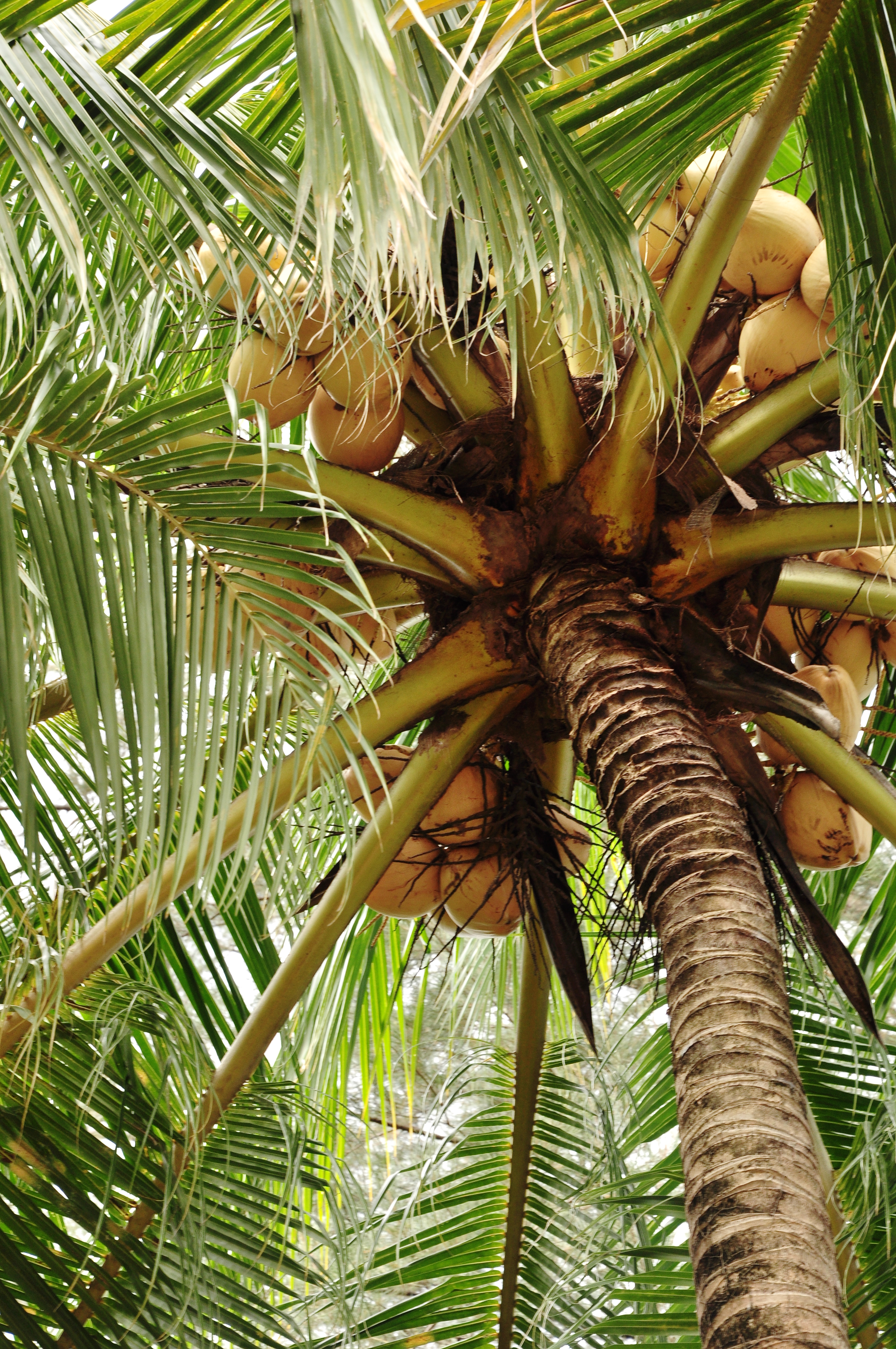
墨西哥坎昆附近的椰树。

- 1777年，库克群岛的曼加伊亞島上的国王特图伊的妃子被落下的椰子击中而死。[28]
- 1833年，斯里兰卡岛上掉落的椰子造成四人死亡。[29]
- 1943年1月，瓜达尔卡纳尔岛亨德森机场附近，一名美国海军陆战队士兵在睡梦中被掉落的椰子砸中头部身亡。[30]
- 1952年8月26日，新加坡，一名7个月大的婴儿在母亲怀中被掉落的椰子命中头部死亡。[31]
- 1966年，巴布亚新几内亚拉包尔，一名居民在椰树下吃午饭时，被掉落的椰子砸中脸部身亡。[32]
- 1973年7月，夏威夷钻石头山附近的卡皮奥拉尼海滩公园举行的一次家庭野餐中，因一颗重达100多磅的椰子从树上掉落，造成参加聚会的一个两岁的女孩死亡，同时还造成她阿姨受伤。[33] 这起事故是“夏威夷有史以来第一起因掉落的椰子而导致死亡的事故”。[34]
- 1991年11月，斯里兰卡南部，一名哀悼者在参见墓地葬礼时被掉落的椰子砸死。[35]
- 2001年4月，瓦努阿图，一名当地居民因躲避台风索斯在寻求庇护所时被掉下的椰子砸死。[36]
- 2001年8月15日，马来西亚哥打巴鲁甘榜巴东，59岁的Mamat Kundur 被一只在树上摘椰子的猴子导致椰子掉落命中而死。[37]
- 2002年8月1日，马来西亚劳布，6个月大的Nurul Emilia Zulaika Nasaruddin在婴儿床上被一个掉落的椰子砸死。[38]
- 2003年9月22日，马来西亚劳布，65岁的Deraman Ghomat在雨天等候公共汽车时，因风大使椰子掉落命中其头部身亡。[39]
- 2009年3月，泰国那空是贪玛叻府，48岁的Luelit Janchoom因一只猴子摘椰子并使劲摇晃椰子导致掉落而命中头部身亡。[40]
- 2010年5月，印度特里凡得琅，一个半月大的女孩的家外举行的宗教仪式上被一个掉落的椰子砸中头部而丧生。[41]
- 2010年8月，哥伦比亚梅尔加，一名69岁的男子坐在家外的摇椅上被从棕榈树上掉下来的椰子砸死。[42]
- 2013年，斯里兰卡科伦坡，一个椰子因掉落后击中一名男子的头部而造成该男子死亡。[43]

#### 因椰子有关的致死案例
虽然传统意义上的椰子致死案例都是以椰子在重力作用下从树上掉落造成的死亡，但也有不少新闻媒体報導了其他跟椰子有关的致死案例。
1923年12月，宾夕法尼亚州纽卡斯尔，一名男子试图用上膛的左輪手槍握把敲打一个椰子时，意外造成手槍走火並击中该男子腹部。
最不寻常的一次因椰子有关的致死案例发生在20世纪30年代的印度。据世界各地的报纸报道，印度一名小学生被一个所谓的“魔法”椰子砸死。 哈兰哈利当地的一名小学教师为了寻找是谁从教室里偷走了一本书，要求每个学生对着一个画有“蒂鲁纳曼”符号的椰子摸一下。老师声称偷走这本书的人一碰到椰子就会面临“神的怒火”，但一个学生拒绝后，老师则强迫他触摸椰子。 据报道，那名学生随后则开始高烧不止并出现神志不清，不到一个小时后，该学生就被宣告死亡。
1983年4月，一条雌性柯氏喙鲸在佛罗里达州午休礁的沙滩上搁浅死亡，后面发现它的死因是由于一个椰子的外壳卡在了它的肠子里。
1997年5月，一份关于”椰子油死亡事件”的报告称，基辅一家人造黄油厂的生产线经理淹死在一桶椰子油里。他的尸体在被报失踪后不久就被发现了。警方进行了调查，确定他是摔倒后掉进了椰子油里被淹死。
其他致死案例中也包括了椰子被当做致命武器：
- 1944年，有报道称，二战期间日本军队在抵御美国登陆莱特岛时使用了“椰子炸弹”。艾伦 · 费尔德曼上校报告说：”炸弹是由在掏空的椰子里放置手榴弹和苦味酸制成，然后用蜡封住椰子后，用绳子连接好两端并向美国军队投掷。[49]
- 2004年7月，一名55岁的斯里兰卡男子被椰子击中头部而死亡。警方的结论是，该次死亡主因并不是椰子从树上掉下来造成的，而是受害者邀请“一群朋友到他的小屋享受烈酒派对”后因发生打斗而波及到椰树造成的。[50]

此外，还有因椰树倒下致死的案例：
- 1992年4月，一名81岁的男子在马来西亚因被大风连根拔起的一棵椰子树的树干压死。他的家人指出，他曾是“采椰工”，以前还从椰树摔下来过，但并无大碍。[51]
- 2006年5月，在菲律宾的一场热带风暴中，一名男子和一名男孩被掉落的椰子树砸死。[52]
- 2011年8月，马来西亚瓜拉登嘉楼Kampung Baru Seberang Takir，一名56岁的男子在骑摩托车时，因一棵椰子树倒下砸中他而身亡。[53]
- 2020年8月，一名37岁的男子死于严重的头部创伤，原因是他受雇砍伐椰子树后因倒下的椰树砸到而身亡，这起事故发生在泰国素林府到奈通海滩的沿海公路附近的一条路边小沟里。[54]

其他事件报告称，在台风和海啸中受灾的的人们通常会选择抓住椰子树以避免灾害危及生命，所以椰子树也拯救了许多人的生命。

## 立法
因椰子致死的案例被媒体報導后，一些地区也开始对椰子致死的情况立法。
1956年，迈阿密一名妇女被市政府外椰树上落下的一枚椰子砸中脚后，市政府向她支付了300美元的赔偿金。该市检察官在为该裁决辩护时解释说：「一个有常识的人当看到椰子变成棕色时就应该尽量避开，因为这代表了椰子就快掉下来了。」
1977年，夏威夷的一个陪审团宣判给一名被掉落的椰子砸中的警官赔偿39000美元。这名警察在拉海纳的一条公共人行道上移除掉落的椰树叶时被掉落的椰子击中头部，而业主因未能保养这些树木而被起诉。

## 流行文化
美国诗人弗雷德里克 · 塞德尔(Frederick Seidel)写了一首名为《椰子》的诗，以下为部分摘录：
椰子掉落会砸头，
高度够高能致死，
死于椰树下，这才是我想要的生活！
1995年由谢尔·希尔弗斯坦和鲍勃·吉布森创作演唱的音乐专辑“CD Makin' A Mess”里就有一首专门以椰子致死为主题的曲目《被椰子干掉！》，这首音乐幽默的描述了一群男人与椰子的致命遭遇。
美国电视连续剧《吉利根岛》在1965年6月播出的一集中则描写了掉落的椰子砸中主角的鼻子。 演员鲍勃·丹佛说道:“小孩子都很喜欢这部剧，诸如像一只猴子拿着主角的晚餐跑掉或者一个人的头被椰子砸了一下都能让他们开心，而且这些桥段在理解上也很容易。” 丹佛去世时，该剧的创作者舍伍德·施瓦茨称丹佛作为一名喜剧演员的天赋并没有得到足够多人的认可，他说:“很多人认为当一名演员并不难，你所要做的只是对一个掉落的椰子做出反应而已。” 在电影《荒岛余生》中，汤姆·汉克斯扮演的角色多次被不明的砰砰声惊醒，后面他终于看到一个椰子掉落并才知道声音的来源。
2006年3月，《新闻周刊》刊登了一篇关于安然前 CEO肯尼思·莱的讽刺文章，文章声称他被一个掉落的椰子砸中头部后患上了健忘症，并且由于受伤而无法回忆起在安然工作期间发生的事情。
2006年4月，滚石乐队的基思·理查兹因为脑损伤而接受了手术并住院治疗，一些媒体错误地将这一损伤归咎于理查兹被落下的椰子砸到。 但真实的原因是理查兹爬上了一棵树(并不是报道中的椰子树) ，然后不幸从树上摔落。
电子游戏《大金刚3》中，BOSS大金刚从头顶向玩家扔椰子以击败玩家，若玩家被投掷下来的椰子击中到则会导致错过回合。
在《海绵宝宝》“我们的小宝贝”一集中，派大星沉迷于一部除了一个男人被椰子砸中头部以外什么都没发生的电视剧。
在刺猬索尼克的游戏系列中，猴子从树上向索尼克扔椰子后，游戏中还出现了几个机器人敌人。